# Ан Тингјао
Ан Тингјао (кин: 安婷瑶, романизовано An Ting-yao; Каушан, 26. август 1997) тајвански је пливач чија специјалност су трке слободним стилом. Вишеструки је национални првак и рекордер.

## Спортска каријера
Прво велико међународно пливачко такмичење на коме је Ан учествовао је било Светско првенство у малим базенима, одржано у канадском Виндзору 2016. године. Годину дана касније дебитовао је и на светским првенствима у великим базенима, а на Првенству у Будимпешти пливао је у квалификацијама на 200 слободно (55) и 400 слободно (43. место). Месец дана касније на Универзијади у Тајпеју заузео је осмо место у финалу трке штафета на 4×200 метара слободним стилом.
Први запаженији успех у каријери је постигао на Азијским играма 2018. у Џакарти где је пливао финала штафетних трка на 4×100 и 4×200 слободно и 4×100 мешовито (два пета и једно седмо место). У децембру исте године учествовао је и на Светском првенству у малим базенима у Хангџоуу.
На свом другом наступу на светским првенствима у великим базенима, у корејском Квангџуу 2019, наступио је у 4 квалификационе трке. Једину појединачну трку, ону на 200 слободно, завршио је на 40. месту, а пливао је и у штафетама на 4×100 слободно (23), 4×200 слободно (22) и 4×100 слободно микс (21. место).